# Karsten Neumann (Richter)
Karsten Neumann (* 5. November 1971 in Brehna) ist ein deutscher Jurist. Er ist seit dem 1. Oktober 2021 Richter am Bundesarbeitsgericht.

## Leben und Wirken
Neumann erlernte den Beruf des Instandhaltungsmechanikers. Nach Abschluss seiner juristischen Ausbildung trat er 1999 in den Justizdienst des Freistaats Sachsen ein und war zunächst am Arbeitsgericht Leipzig eingesetzt. Ab September 2001 war er als Richter am Landgericht Leipzig und ab September 2002 als Staatsanwalt bei der Staatsanwaltschaft Leipzig tätig. Von Oktober 2005 bis Dezember 2007 war Neumann als wissenschaftlicher Mitarbeiter an das Bundesarbeitsgericht abgeordnet. 2008 wechselte er zum Sozialgericht Leipzig. In der Zeit von Juli 2011 bis Juni 2012 folgte eine Abordnung an das Sächsische Landesarbeitsgericht. Im Mai 2020 wurde er zum Richter am Landessozialgericht ernannt.
Das Präsidium des Bundesarbeitsgerichts wies Neumann dem Vierten Senat zu, der insbesondere für das Tarifvertragsrecht und für Streitigkeiten über Eingruppierungen zuständig ist.